# Dobele (novads 2009–2021)
Dobele (łot.: Dobeles novads) – jeden z łotewskich novadsów, funkcjonujący w latach 2009–2021.

## Historia
Novads powstało na terenach należących przed 2009 do rejonu Dobele.
W skład novadsu wchodziło miasto Dobele oraz dziesięć pagastsów: Annenieki, Auri, Bērze, Biksti, Dobele, Jaunbērze, Krimūnas, Naudīte, Penkule i Zebrene. Jego stolicą zostało miasto Dobele.
Zlikwidowany w ramach reformy administracyjnej 30 czerwca 2021. Wszedł w całości w skład nowego, większego novadsu Dobele.